# توکانمای سرسیاه
توکانمای سرسیاه (نام علمی: Illadopsis cleaveri) نام یک گونه از سرده توکانماها است.